# 賈斯汀·巴頓
賈斯汀·尼古拉斯·巴頓（英語：Justin Nicholas Patton，1997年6月14日—）為美國男子籃球運動員，最後效力於中国男子篮球职业联赛辽宁沈阳三生。

## 職業生涯
巴頓在2017年NBA選秀第1輪第16順位被芝加哥公牛選中。
2023年9月14日，巴頓加盟中国男子篮球职业联赛（CBA）山西汾酒。11月14日，山西汾酒取消註冊巴頓，巴頓代表山西汾酒出賽4場，場均挹注6.5分、7籃板、1.8助攻。2024年1月14日，P. LEAGUE+臺北富邦勇士宣布簽下巴頓，中文登錄名為「沛登」，總計出賽7場，場均攻下8.4分、6.4籃板。3月15日，巴頓因傷被臺北富邦勇士釋出。5月31日，辽宁沈阳三生簽下巴頓作為球隊在亞洲籃球冠軍聯賽的外籍球員，但由於2023-24賽季曾效力同屬於CBA的山西汾酒，巴頓無法代表辽宁沈阳三生參加亞洲籃球冠軍聯賽。6月13日，聖法蘭西斯科印第安人引進巴頓。
2024年8月7日，希腊篮球甲级联赛佩里斯特里宣布與巴頓達成2024-25賽季協議。12月31日，巴頓加盟CBA辽宁沈阳三生。2025年1月5日，辽宁沈阳三生完成註冊巴頓。3月3日，辽宁沈阳三生取消註冊巴頓，註冊卡梅伦·奥利弗。

## 外部連結
- 賈斯汀·巴頓在fiba.basketball（英语）
- 賈斯汀·巴頓在NBA（英语）
- 賈斯汀·巴頓在NBA G聯盟（英语）
- 賈斯汀·巴頓在中国男子篮球职业联赛
- 賈斯汀·巴頓在P. LEAGUE+
- 賈斯汀·巴頓在Basketball-Reference.com（NBA）（英语）
- 賈斯汀·巴頓在Basketball-Reference.com（NBA G聯盟）（英语）
- 賈斯汀·巴頓在Basketball-Reference.com（國際）（英语）
- 賈斯汀·巴頓在Sports-Reference.com（NCAA）（英语）
- 賈斯汀·巴頓在ESPN（NBA）（英语）
- 賈斯汀·巴頓在Eurobasket.com（球員）（英语）
- 賈斯汀·巴頓在Proballers（英语）
- 賈斯汀·巴頓在RealGM（英语）
- 賈斯汀·巴頓在中国篮球数据库
- 賈斯汀·巴頓在Flashscore（英语）